# Молдавська Автономна Радянська Соціалістична Республіка
МАРСР перенаправлено сюди. Для інших значень див. МАРСР (значення).
Молда́вська Автоно́мна Радя́нська Соціалісти́чна Респу́бліка (початково до 5 грудня 1936 року — Автоно́мна Молда́вська Соціалісти́чна Радя́нська Респу́бліка, рум. Репу́блика Аутоно́мэ Сове́тикэ Сочиали́стэ Молдовеня́скэ, рос. Молдавская Автономная Советская Социалистическая Республика) — автономна республіка у складі Української РСР. Проіснувала з 12 жовтня 1924 до 2 серпня 1940 року. Включала лівобережну частину сучасної Молдови (Придністров'я) і частину сучасної України.
Адміністративний центр (столиця) — місто Балта (нині — Україна), з 1929 — Тирасполь (Молдова). 1940 року, після анексії Бессарабії з боку СРСР, західну (придністровську) частину автономії разом з більшою частиною Бессарабії було об'єднано в новостворену Молдавську РСР, а північно-східні райони МАРСР передано до складу Одеської області України.

## Історія

### Утворення
На початку 1924 року в Москві відбулася нарада за участю радянських військових і румунських комуністів, учасники якої запропонували визнати назву «молдавани» (самоназву румуномовних мешканців Бесарабії) на назву окремого народу, який нібито населяв Бесарабію на сусідні райони Української РСР, і створити на цій підставі автономії у складі СРСР, яка претендувала на «воз'єднання» з Бесарабією. У пояснювальній записці, спрямованій до ЦК РКП(б) пояснювалося, що «Молдавська Республіка може зіграти ту ж роль політико-пропагандистського фактору, що й Білоруська Республіка стостовно Польщі, і Карельська — стосовно Фінляндії, — вона б слугувала б об'єктом привернення уваги і симпатій бесарабського населення та дала ще більший привід претендувати на воз'єднання з нею Задністров'я».
Ідея викликала спротив керівництва української компартії, представники якого наголошували, що в жодному районі дністровського Лівобережжя «майбутні» молдовани не складають більшості, а більшість з тих, що є, розмовляє українською або російською. Однак в ідеї були впливові лобісти — зокрема командувач Збройними Силами України та Криму, «напівмолдованин» Михайло Фрунзе. Він, у свою чергу, доручив визначення території автономії Григорієві Котовському, який народився в Бесарабії. Котовський схопився за справу ще й тому, що розглядав майбутню автономію як базу сформованого ним військового корпусу, в лавах якого було чимало бесарабців і це певною мірою «вирішувало» й питання із чоловічим населенням автономії (початковою метою було поселення в ній бесарабських біженців, румунських політичних емігрантів та демобілізованих червоноармійців)
16 серпня 1924 р. Одеський губвиконком отримав пропозицію включити Григоріополь і Дубоссари до списку поселень міського типу як економічні та адміністративні центри територій, заселені молдаванами. У вересні 1924 р. ЦАТК розглянула клопотання представників молдавського населення Одеської губернії щодо створення національної адміністративно-територіальної одиниці, задовольнивши його. Попередній проєкт передали на розгляд Держплану УСРР.
Раднарком УРСР 11 жовтня 1924 р. ухвалив рішення про утворення Молдавської АРСР і виніс його на затвердження сесії ВУЦВК.

[В ніч на] 12 жовтня 1924 року 3 сесія ВУЦВК VIII-го скликання прийняла, схвалену ЦК РКП (б) і РНК СРСР, постанову про утворення Автономної Молдавської СРР (АМСРР). Наступного 1925 року на I Всемолдавському з'їзді Рад 19-23 квітня в Балті були встановлені кордони автономії та прийнята конституція, затверджена IX Всеукраїнським з'їздом Рад 10 травня того ж року. Відповідно до прийнятої конституції, почалося формування органів управління республікою і органів місцевого самоврядування.

Внутрішній поділ Молдавської АСРР на 01.01.1925 р. ще не встановлено.
Справжнім господарем у новоствореній автономії був Котовський — поза очі її називали «республікою Котовія». Наступного року «занадто самостійного» командира застрелили за нез'ясованих до кінця обставин.
Але й після смерті Котовського автономія продвжила своє існування, оскільки ЦК РКП(б) продовжував розглядати її як засіб політичного тиску на Румунське королівство. Радянське керівництво намагалося підкреслити відмінності між румунами і мешканцями лівобережжя Дністра. в автономії почалася кампанія по самоідентифікації молдаван як окремого народу.
Постанова про створення АМРСР містила пункт, в якому ставилося завдання «розвинути молдавську літературну мову на основі народної мови лівобережжя Дністра». Взявся за це молодий лінгвіст Леонід Мадан — бесарабець за походженням, випусник Київського університету. Була розроблена молдовська абетка на основі кирилиці. Мадан відкинув «ревізіоністську» ідею трохи підрихтувати діалект румунської, яким розмовляли в Бесарабії. Він саме творив, творив завзято, калькуючи або прямо запозичуючи слова з російської — за підрахунками дослідників словник нової мови поповнився щонайменше п'ятьма тисячами «винайдених» таким чином слів.
Водночас завдяки розгорнутій кампанії «молдовенізації» було дано поштовх розвитку культури, були відкриті нові навчальні заклади з вивченням мови. Якщо 1917 року на лівоборежжі Дністра 80 % населення були безграмотні, то до 1937 року в республіці таких залишилося лише 3 %. До моменту утворення АМСРР в ній існувало всього 11 шкіл з молдовською мовою навчання, а до 1939 року їх чисельність зросла до 135.

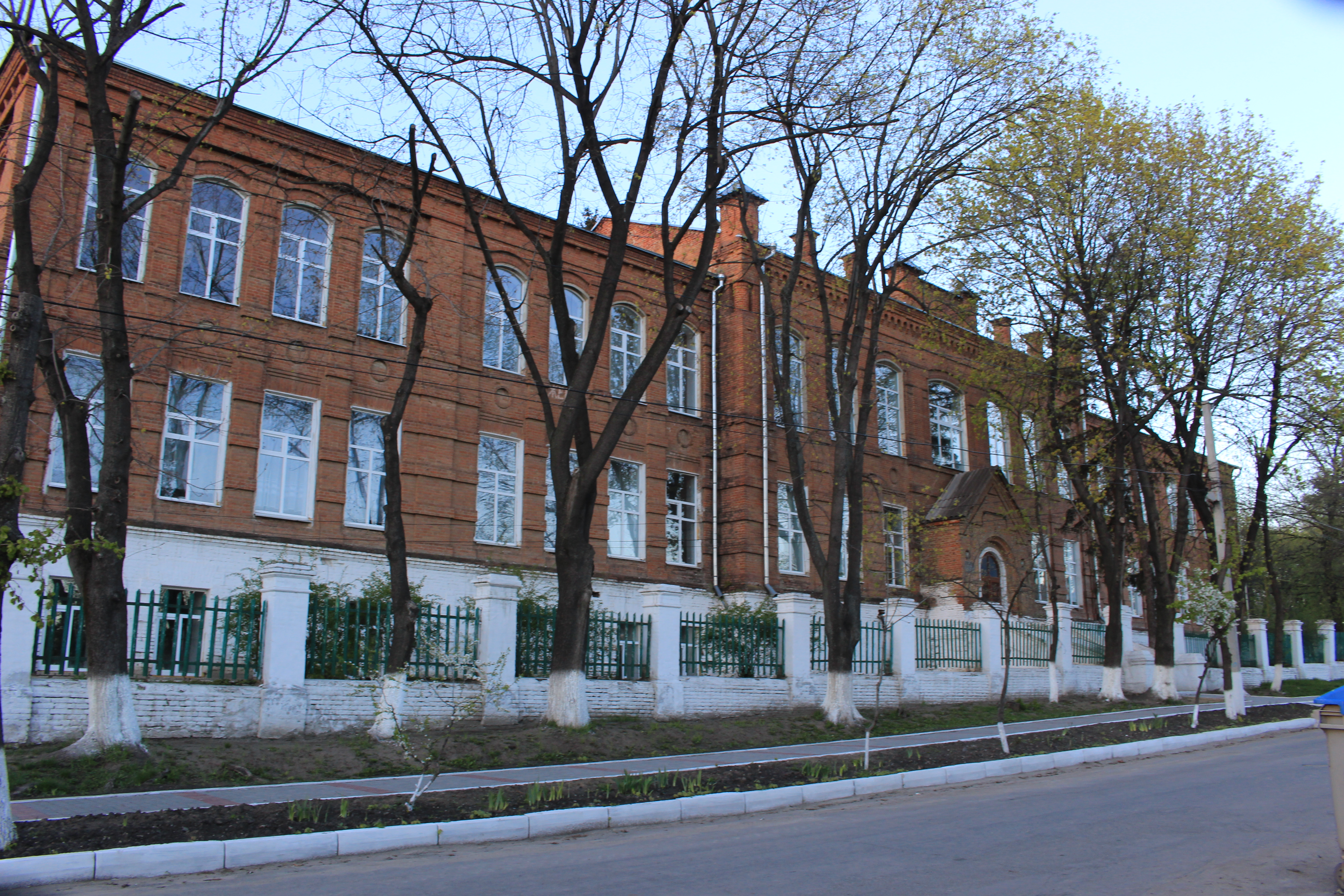
Балта, будівля Всемолдавського ЦВК АМСРР
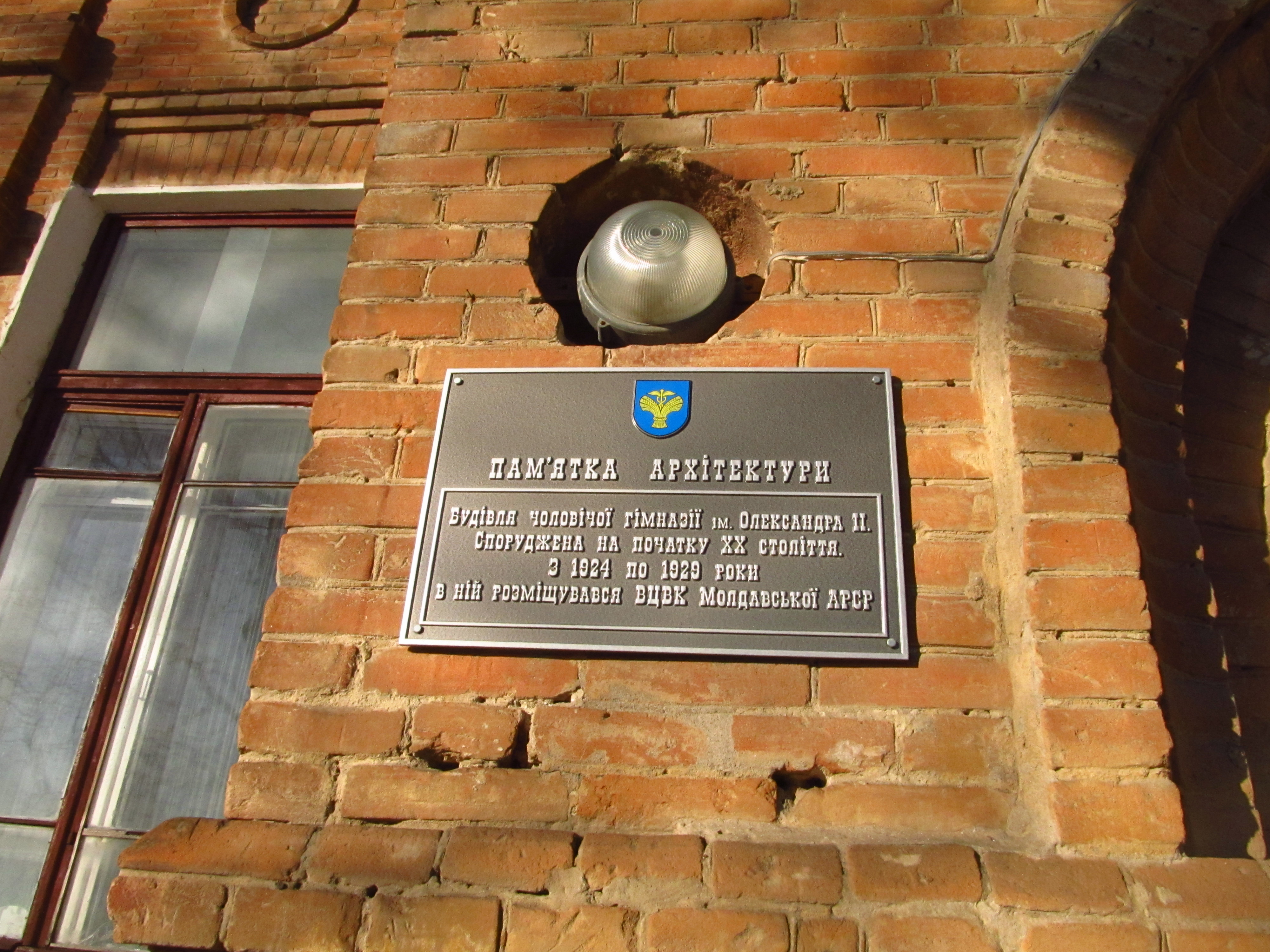
ВЦВК Автономної Молдавської СРР (1920-ті рр.), Балта — пам'ятка архітектури

### Колективізація та голодомор в Автономній Молдавській СРР
На початку 1920-х років ще на території майбутньої Молдавської автономії була проведена аграрна реформа, завдяки якій багато хто з селян отримали землю. Виникла низка нових сіл в Дубоссарському, Кам'янському та Рибницькому районах. В ту ж чергу ті селяни, у яких була вилучена ця земля, зазнали репресій з боку влади.
Керівництво Радянського Союзу планувало завершити колективізацію в АМСРР до весни 1932 року. Для цього 1929 року почалося повторне виселення заможних селян до Сибіру, Архангельської області, на Соловецькі острови та на Нову Землю. В процесі розкуркулення у селян вилучали приватне майно, землю, частину врожаю. Все це на початку 1930-х років стало однією з основних причин голоду і втечі селян із АМСРР до Румунії, а також виїзду в інші регіони СРСР. Під час голодомору на території АМСРР померло від голоду 20 тисяч осіб (щонайменше 18 000 селян, особливо з районів Дубесарів, Григоріополя, Ананьєва та Балти). За даними румунської преси того часу, стільки ж осіб зробили спробу втекти до Румунії, при цьому частина з них була затримана або розстріляна при спробі перетнути Дністер; щонайменше бл. 4500 осіб вдалося переправитися через Дністер і сховатися в Румунії, а інші, менш щасливі, були розстріляні радянськими прикордонниками. Найбільшим інцидентом під час втечі населення АМСРР в Румунію став розстріл радянськими прикордонниками 40 осіб, які намагалися перетнути Дністер по льоду біля Оланешського лісу. Цей випадок широко обговорювали в європейських ЗМІ, проте радянська влада приховали цей факт від громадськості. Також влада приховувала дійсну кількість померлих від голоду, як і факти померлих від голоду в УРСР.

### Латиністи та самобутники
На початку 1930-ті років зародився новий молдовський національний рух — самобутництво. 1932 року керівництво АМСРР отримало наказ від ЦК КП(б)У перевести молдовську мову з кириличного алфавіту на латиницю, — 2 лютого 1932 року Бюро Молдавського обкому КП(б)України ухвалило постанову про переклад молдавської мови на латинську графіку. Молдовські політики-самобутники, що боялися посилення румунського впливу в республіці, бойкотували директиву. Ті чиновники і громадські діячі, які протистояли їм і наполягали на введенні латиниці, отримали назву «латинізатори». Латинізатори вважали створення молдовської мови і введення в ужиток молдаван нових слів помилковим рішенням. У ході протистояння поміж самобутниками і латинізаторами 1932 року молдовська абетка все ж була змінена. До 1938 році молдовська мова стала подібною до румунської. Відразу після переведення молдовської мови на латиницю в керівництві автономії були проведені кадрові перестановки, і до влади прийшли прихильники румунської культури. Постійна боротьба між цими рухами привернула увагу вищих органів НКВС СРСР. 1934 року на самобутників було заведено низку кримінальних справ. Частина урядовців були арештовані, що дало перевагу латинізаторам. 27 лютого 1938 року молдовська мова була знову переведена на кирилицю, також почалося перевидання шкільних підручників і перехід всіх періодичних видань на нові норми правопису.

### Репресії
Наприкінці 1930-х років в МАРСРі були проведені репресії, що торкнулися на цей раз в основному керівників автономії і чиновників. Головним звинуваченням, яке пред'являли чиновникам, була співпраця з владою королівської Румунії і прояв націоналізму. Достовірна кількість мешканців автономії, які зазнали сталінських репресій, станом на 2007 рік не встановлено. У ці роки було розстріляно близько 5500 осіб (не менше 4913 осіб). Всього в 1930—1940-ві роки на території Молдови (автономної і союзної республік) було репресовано і засуджено, за різними оцінками, 75—81 тисяч мешканців, з яких 51 542 депортовали.

## Географія та внутрішній устрій

### Географічне розташування та адміністративний поділ
Межі молдавської автономії були встановлені на з'їзді 1925 року у Балті. Згідно з ухваленим рішенням, Автономна Молдавська СРР мала внутрішні кордони з Могильовською, Тульчинською, Первомайською і Одеською округами, а після розформування округ та утворення областей — з Одеською та Вінницькою областями. На заході і південному заході вона межувала з Румунією, кордон проходив по річці Дністер, хоча при створенні автономії радянською владою було заявлено про те, що межі АМСРР проходитимуть по річках Прут і Дунай. Таким чином до складу автономії формально включалася і Бессарабія, яка у той час перебувала у складі Румунського королівства. СРСР претендував на цю територію, вважаючи її незаконно окупованою.
Площа республіки з моменту її створення поступово збільшувалася за рахунок включення до її складу українських населених пунктів. Лівобережжя річки Дністер, на якому фактично існувала радянська влада, займало 8288 км². Спершу АМСРР мала у своєму складі 12 районів: Балтський, Бирзульський, Ананьївський, Олексіївський, Ставрівський, Крутянський, Кам'янський, Григоріопольський, Дубосарський, Рибницький, Слободзейський та Тираспольський. Втім, постановою ВУЦВК і РНК УСРР від 13 березня 1925 року Ставрівський район було розформовано. З 1935 року існували також Валегоцулівський, Чорнянський та Піщанський район
Центр республіки до 1929 — Балта, в 1929—1940 — Тирасполь.
Статус міських поселеннь також мав Ананьїв.

### Адміністративно-територіальні зміни
У квітні 1925 року зі складу Одеської губернії передані радгосп «Коцюбинщина» та села Павлівка, Степанівка, Івано-Бузинівка і хут. Олександрівка.
У жовтні 1925 Президія Молдавського ЦВК перейменувала радгосп Коцюбинщина на радгосп (розплідник) ім. Котовського, а також постановила перейменувати одну із вулиць Балти, Бірзули і Ананьєва в вулицю Котовського.
29 вересня 1926 року перечислено до складу Автономної Молдавської СРР села Болган, Нижня Слобідка, Грабарівка, Сербівська, Кодимська, Французька й Будейська сільради Тульчинської округи та села Івано-Богословка, Шайки, Миролюбівка, Стара й Нова Андріяшівка Одеської округи.
Станом на 1929 рік в Молдавській АРСР існували 129 українських, 1 болгарська, 1 польська та 8 російських сільрад і 1 український район — Балтський (1923–1924 серед 118 сільрад Балтської округи було 7 молдавських сільрад; були національні сільради також в Тираспольській частині Одеської округи).
4 червня 1934 року до складу АМСРР передано с. Олено-Корицьке і колгосп «За нове життя» Осипівської сільради Фрунзівського району Одеської області.
У 1935 році Тираспольський район був ліквідований (станом на 1939 рік район поновлено.); Бірзульський район перейменований на Котовський.
У червні-серпні 1936 року Новоселівська сільрада Валегоцулівського району перечислена до складу Котовського району.
1 жовтня 1937 року Смолянську сільраду Балтського району перечислено до складу Кодимського району.
20 жовтня 1938 р. селища Котовськ та Рибницю віднесено до розряду міст, села Дубосари, Кодиму, Слобідку, Кам'янку, Григоріополь — до категорії смт.
11 грудня 1938 р. Головне архівне управління МАРСР, на підставі указу Президії ВР СРСР від 2 грудня 1938, було перетворено на Архівний відділ НКВС МАРСР.

У грудні 1938 р. – 1939 р. Державний історичний архів МАРСР напередодні військових дій (кінця 1930-х – початку 40-х років) був переведений з м. Тирасполя в м. Балту (для його розміщення було переобладнано будівлю кафедрального собору м. Балти). На цей час в архіві було сконцентровано близько 90 тис. одиниць зберігання, майже повністю наведених у порядок та описаних. Після створення МРСР у 1940 р. ДІА МАРСР у м. Балта опинився у складі Одеської області, та фінансування його діяльності здійснювалося шляхом взаєморозрахунків між республіками Молдовою та Україною
(1941–1944 майже повністю загинули документи колишнього Державного історичного архіву Молдавської АРСР у м. Балті та Тираспольського міського архіву).
30 грудня 1939 року Гольмянська сільрада Любашівського р-ну Одеської області передана до Балтського району.

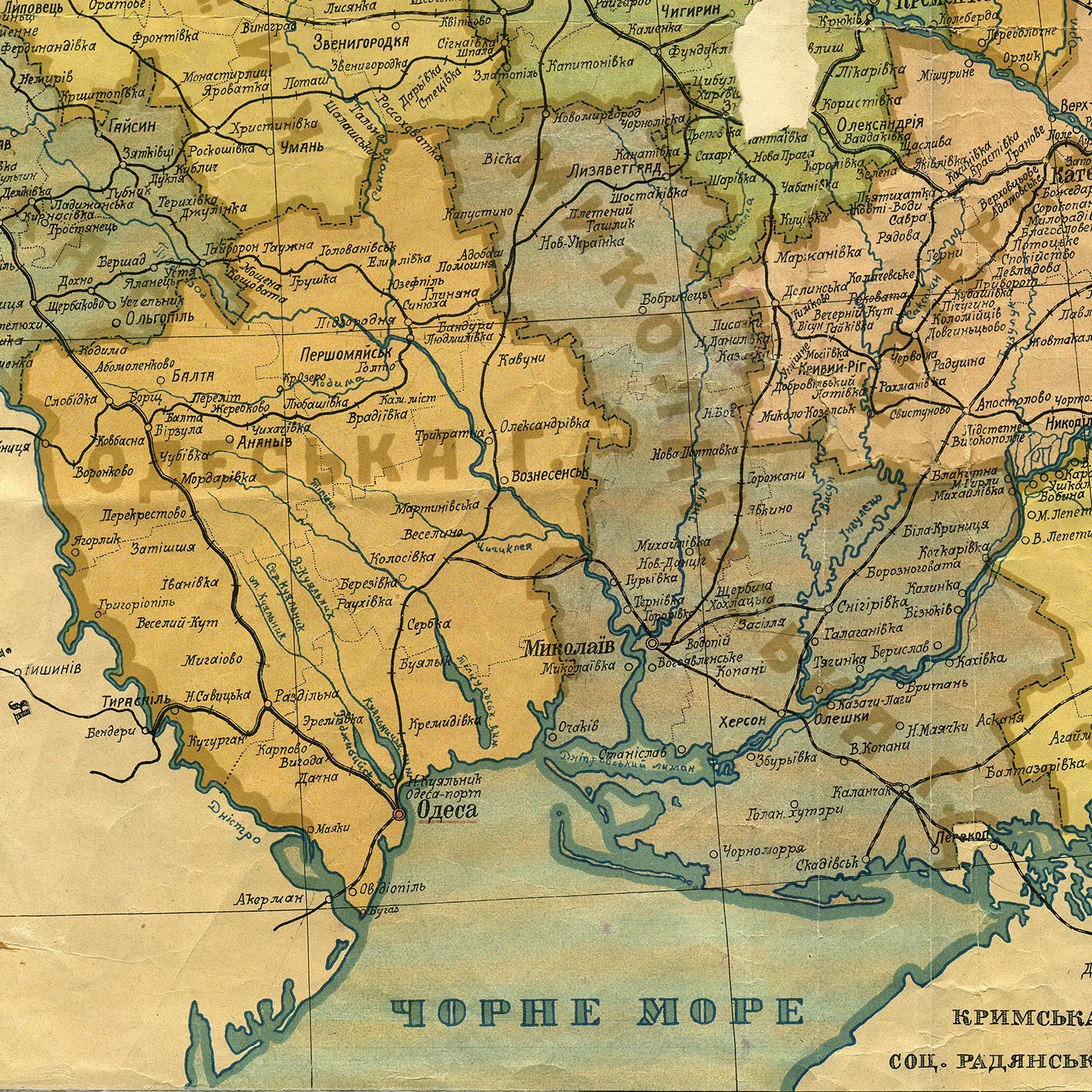
Карта Одеської та Миколаївської губерній, 1922 рік
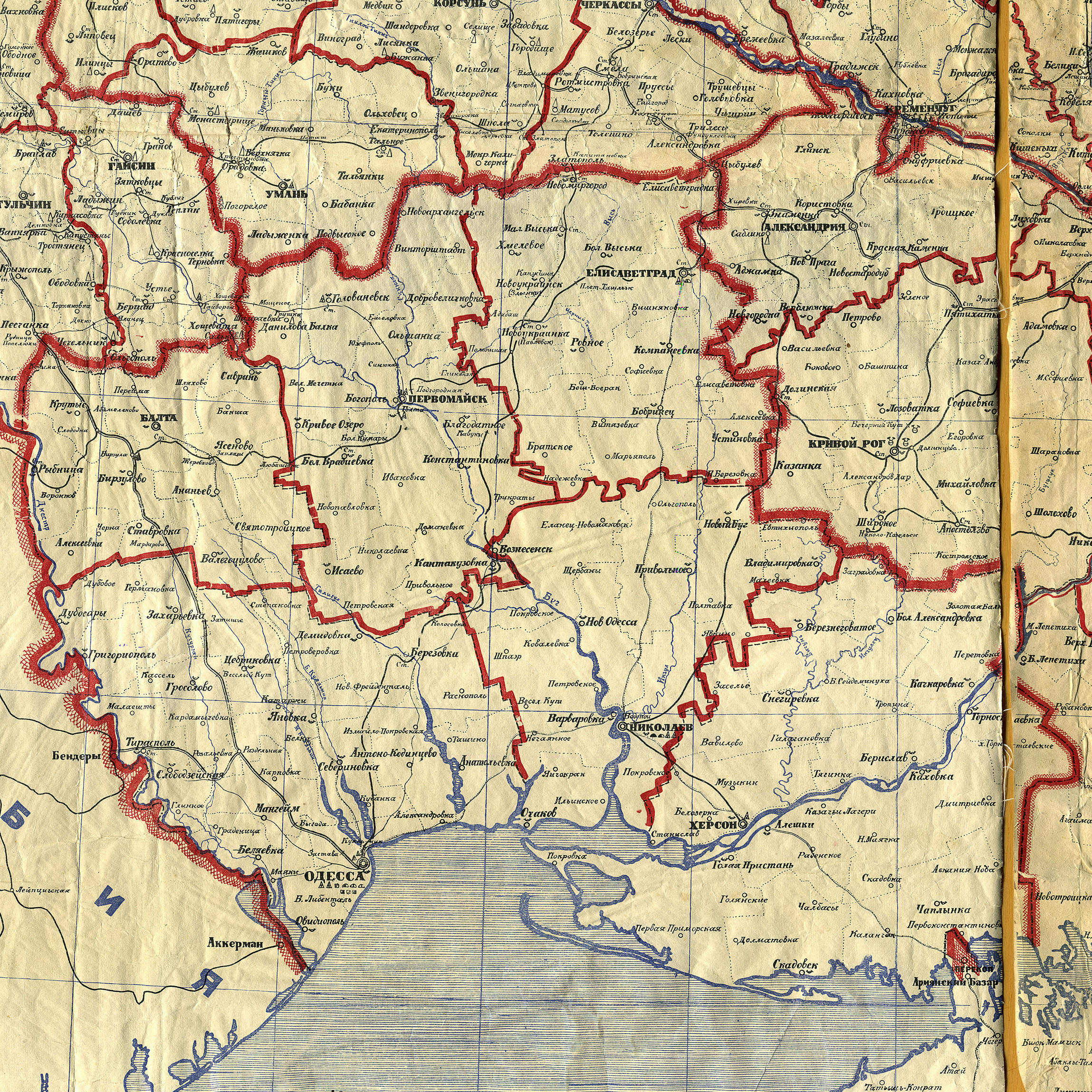
Карта Одеської губернії, 1923 рік
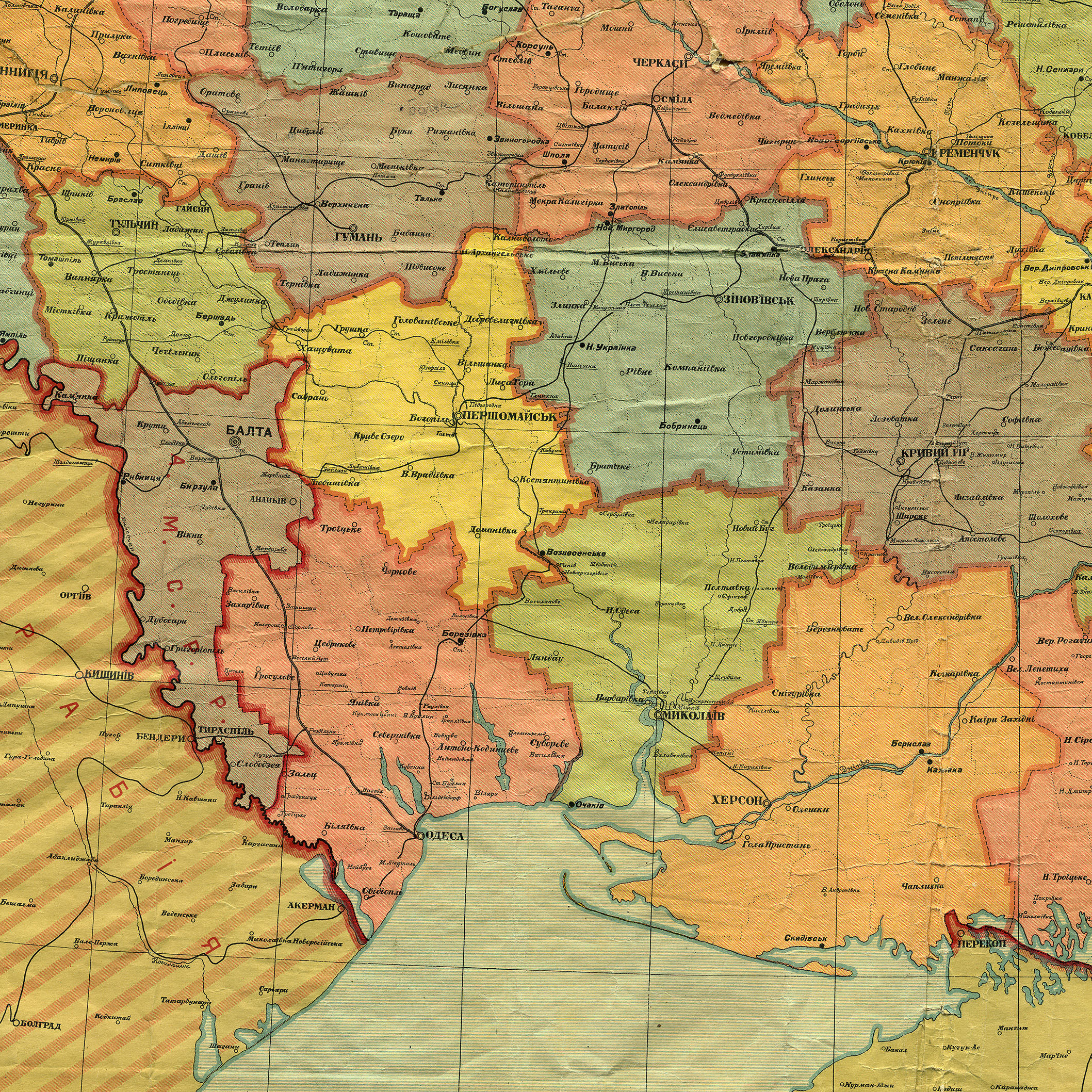
Територія АМСРР на карті Української СРР, адміністративні межі станом на 1 жовтня 1925 року
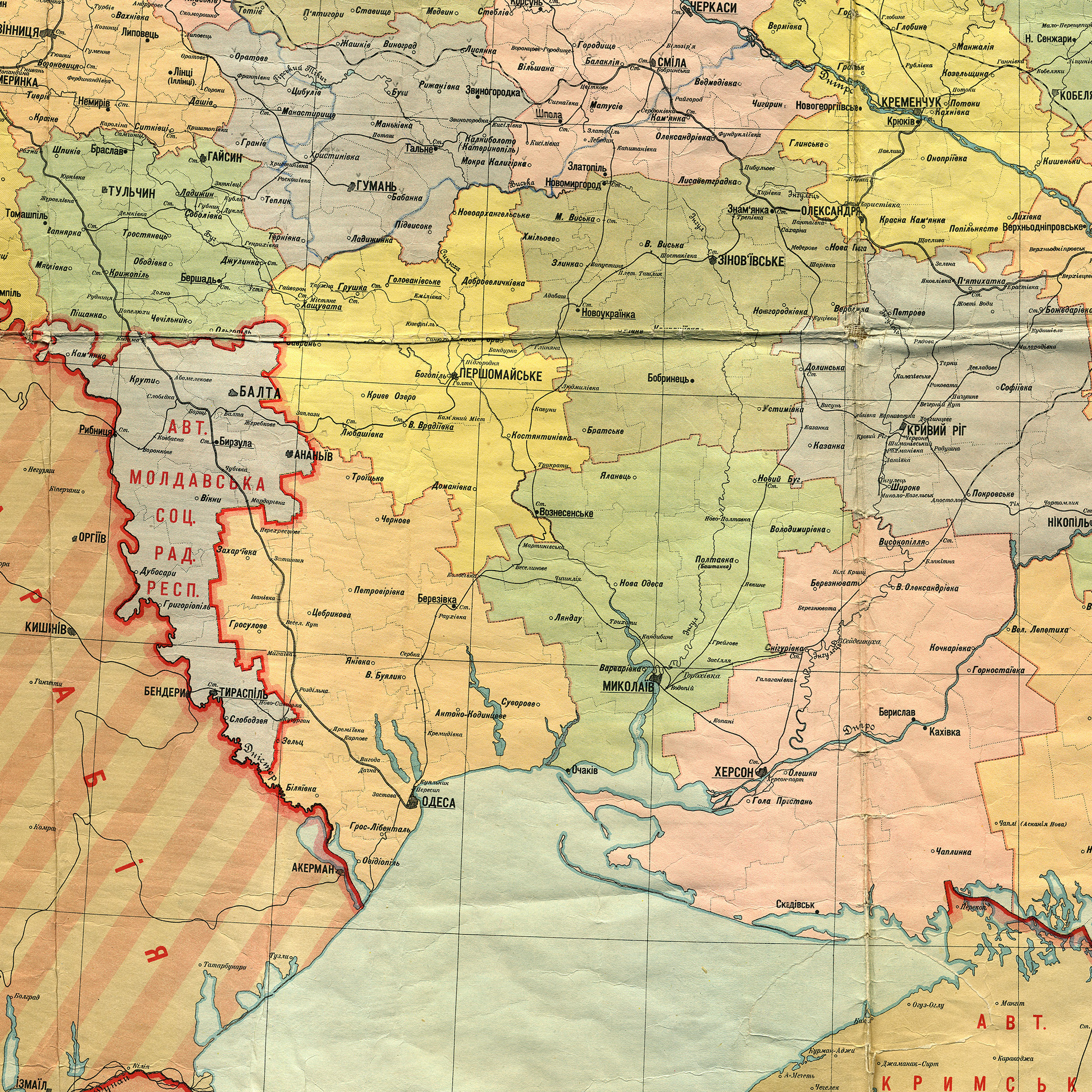
Територія АМСРР на карті Української СРР, адміністративні межі станом на 1 березня 1927 року
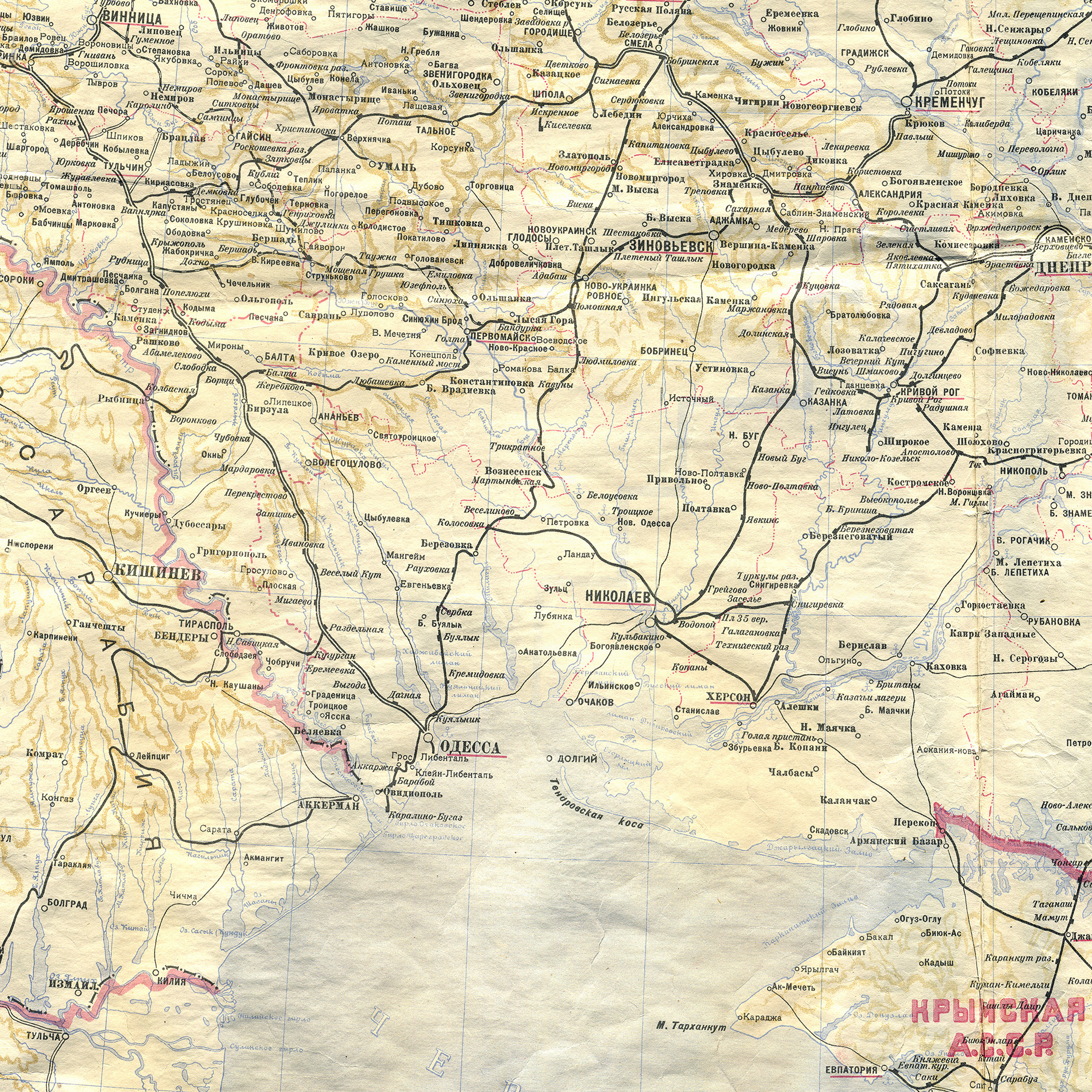
Територія АМСРР на карті Української СРР, адміністративні межі станом на 1 липня 1928 року
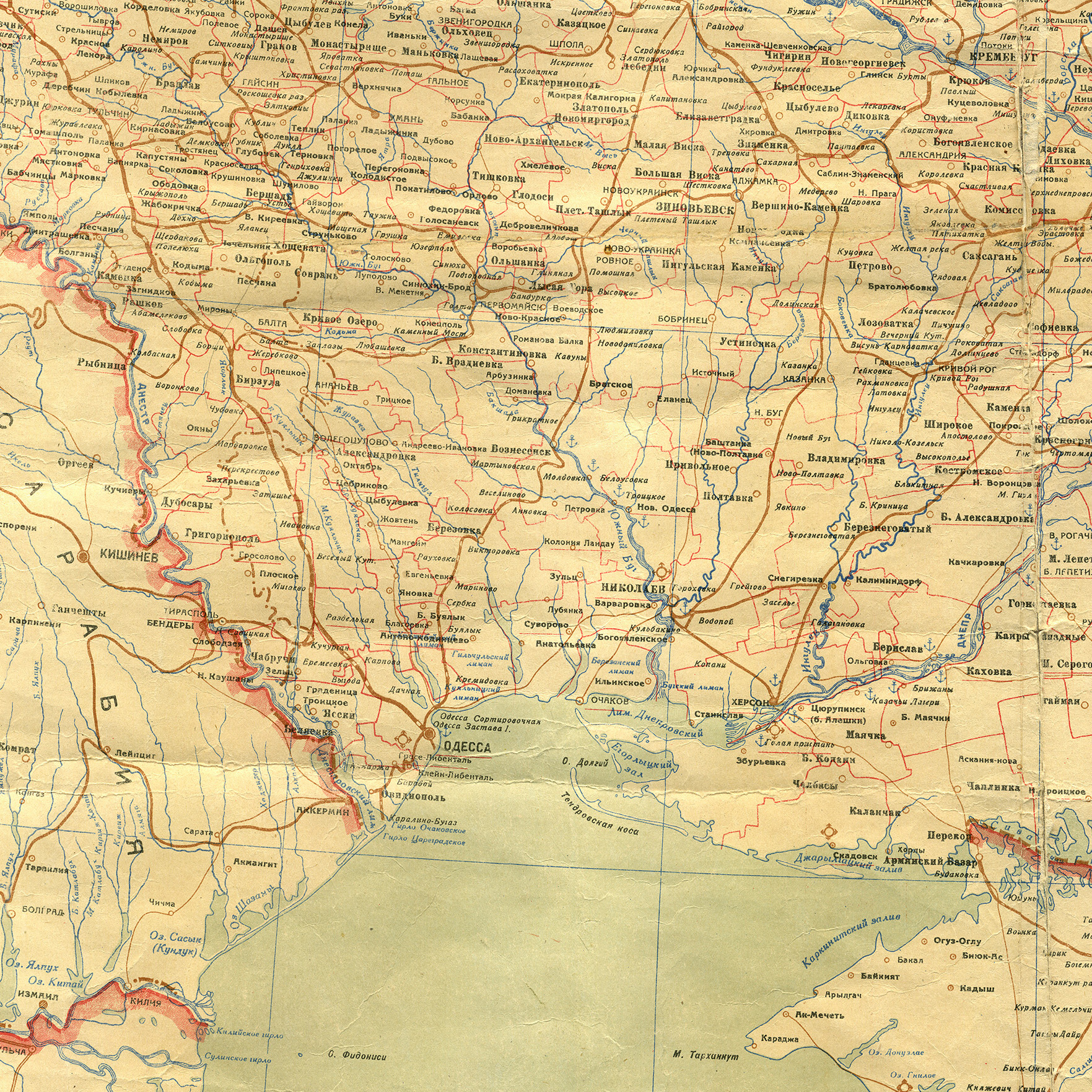
Територія АМСРР, адміністративні межі станом на 1 січня 1932 року
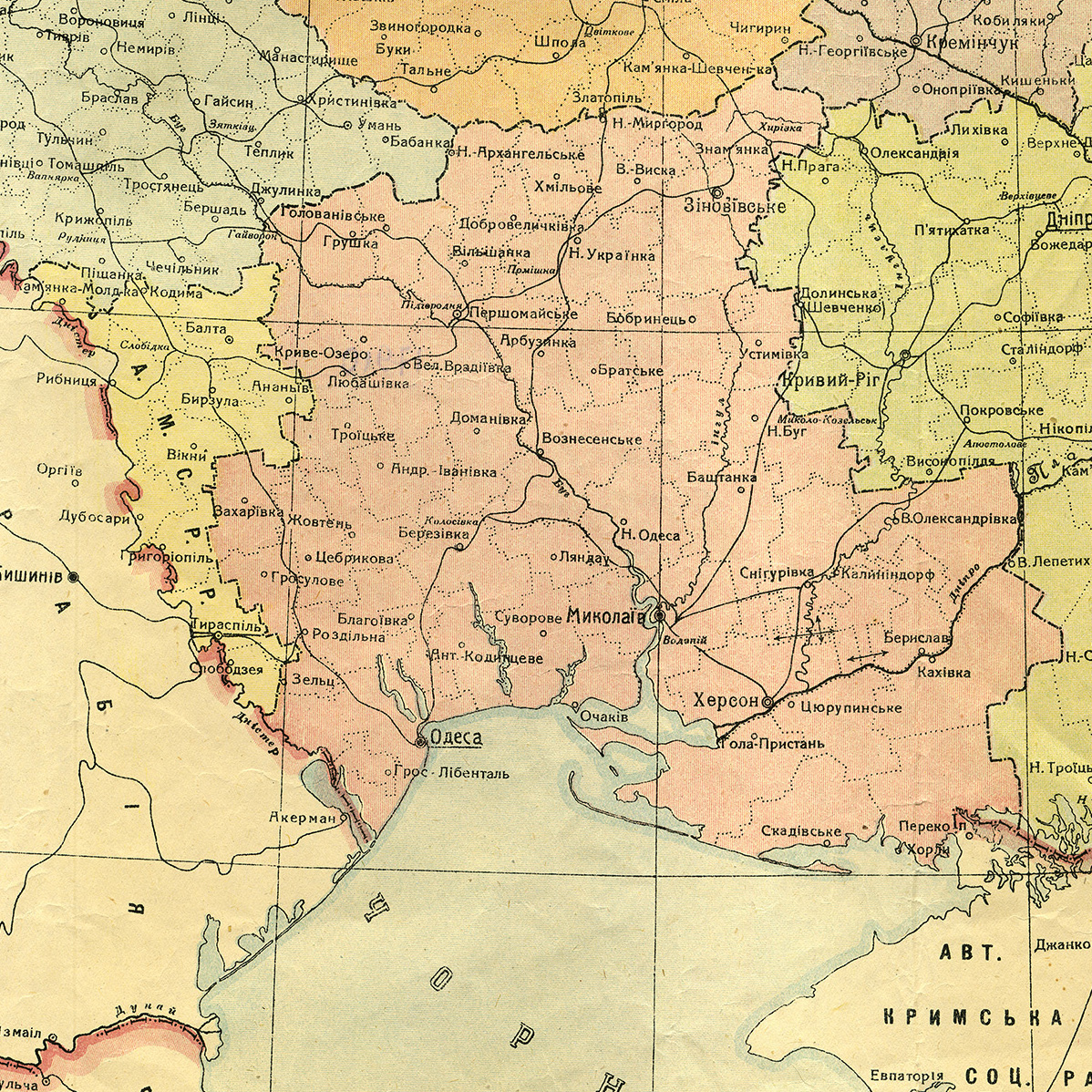
Карта АМСРР, адміністративні межі станом на 20 березня 1932 року
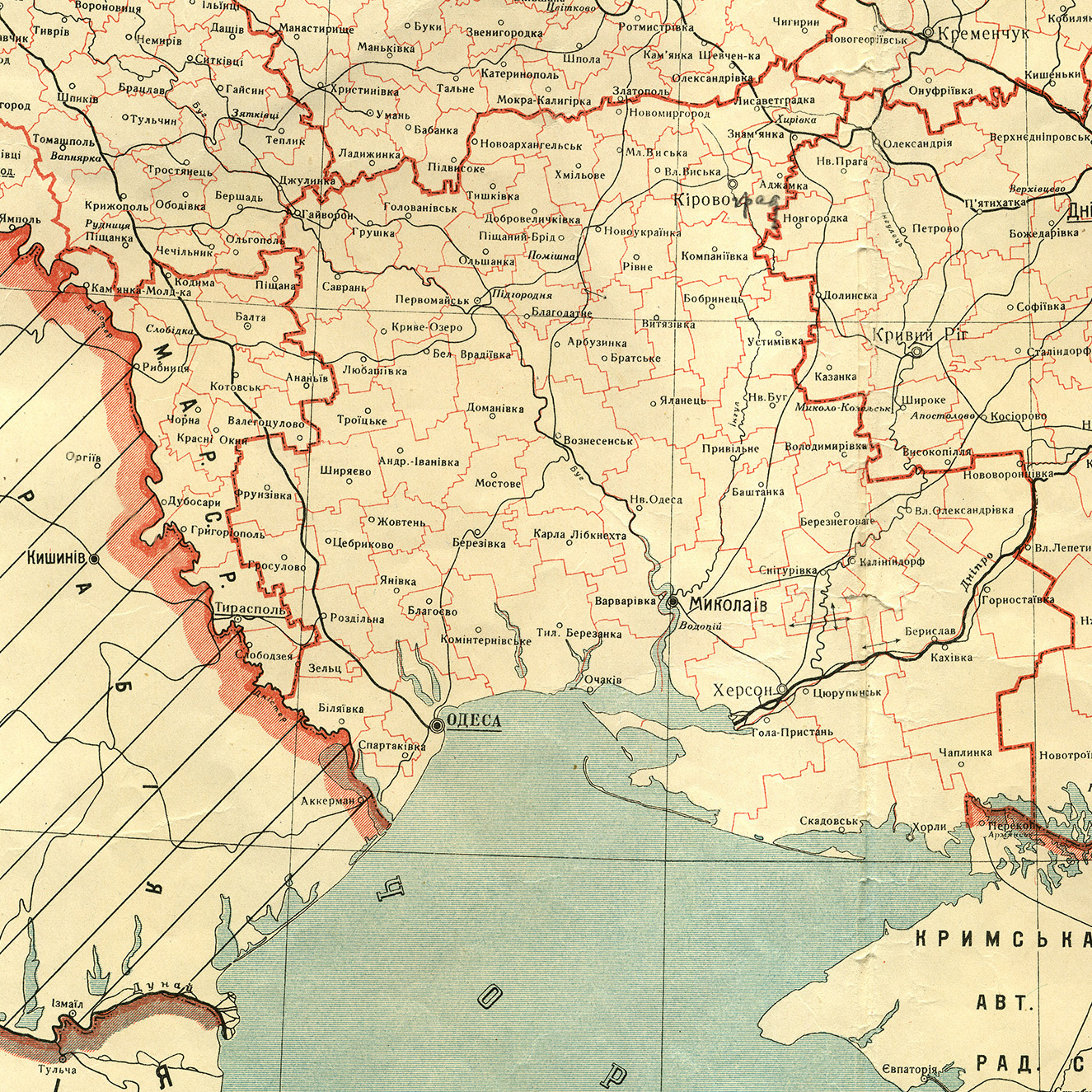
Карта МАРСР, адміністративні межі станом на 15 січня 1937 року
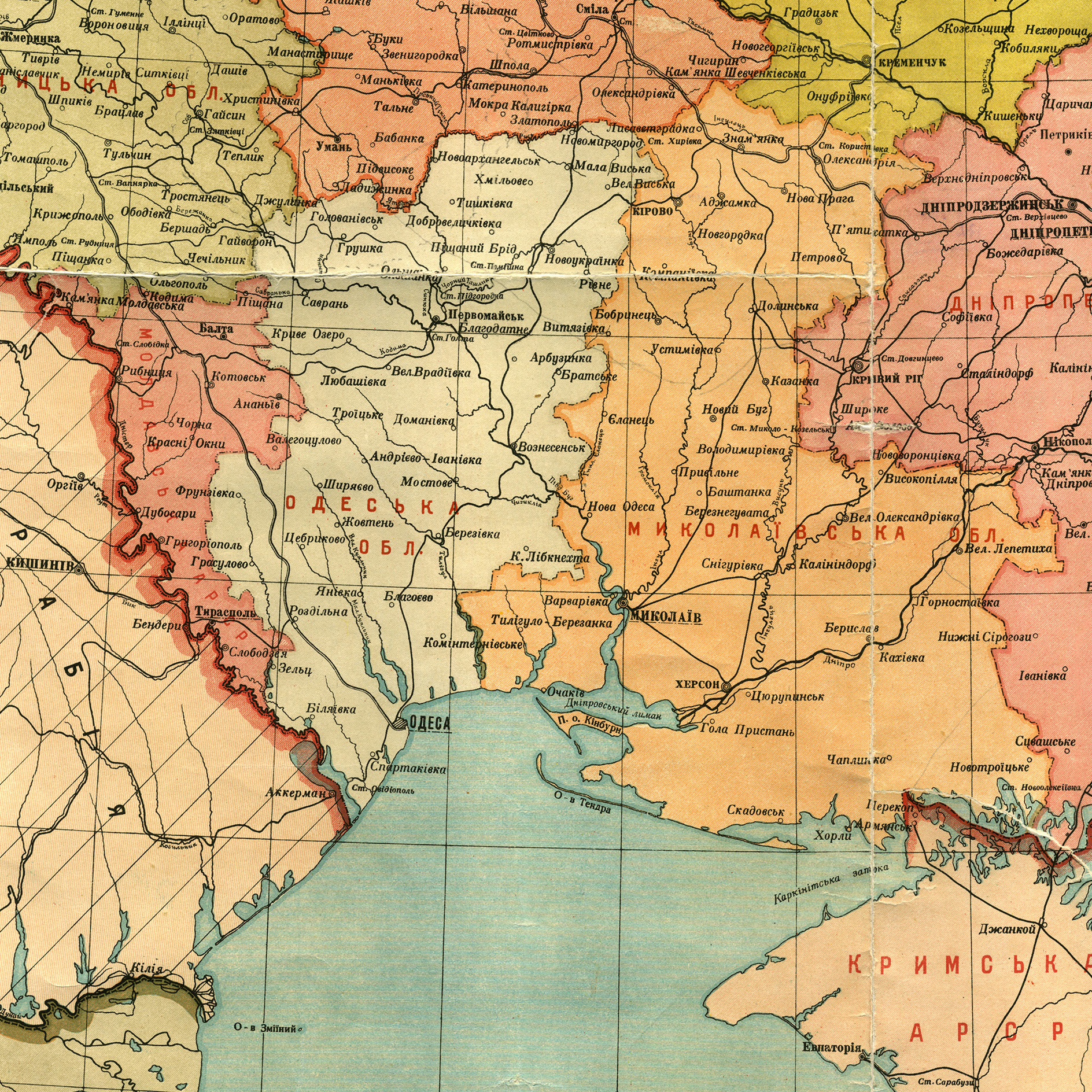
Карта МАРСР, 1938 рік

## Державний устрій
Автономна Молдавська Соціалістична Радянська Республіка (АМСРР) була утворена постановою 3-ї сесії ВУЦВК VIII скликання від 12 жовтня 1924 року з частини території Балтської і Одеського округ Одеської губернії і Тульчинської округи Подільської губернії Української СРР. Межею республіки на заході була оголошена лінія річок Прут і Дунай.
Конституція Автономної Молдавської Соціалістичної Радянської Республіки — Основний Закон Автономної Молдавської Соціалістичної Радянської Республіки (АМСРР), утвореної у складі УСРР 12 жовтня 1924 року, була ухвалена 19–23 квітня 1925 року 1-м Всемолдавським з'їздом рад у столиці новоствореної автономії місті Балта (від 1929 року столицею автономії стало місто Тирасполь). Затверджена IX Всеукраїнським з'їздом рад 10 травня 1925 року. 
18–21 грудня 1924 року відбулася у Балті Перша Всемолдавська обласна партійна конференція
 (усього було проведено 13 обласних партійних конференцій, остання з яких відбулася у березні 1940 р.).
19–23 квітня 1925 у Балті відбувся I Всемолдовський з'їзд Рад. Прийнято Конституцію МАСРР. Обрано ЦВК МАСРР. У роботі з'їзду взяло участь 272 делегати.
23 квітня — утворено першу Раду Народних Комісарів МАСРР на I сесії ЦВК МАСРР. Голова ЦВК — Г. І. Старий, голова РНК — А. І. Строєв.
9–14 травня 1926 у м. Балта відбувся II з'їзд Рад МАРСР.
27 березня – 1 квітня 1927 у м. Балта пройшов III з'їзд Рад МАРСР.
28 квітня – 5 травня 1929 у м. Балта відбувся IV з'їзд Рад МАРСР. Ухвалення першого п'ятирічного плану розвитку народного господарства МАРСР.
16–21 лютого 1931 у м. Тираспіль відбувся V з'їзд Рад МАРСР.
10–14 січня 1935 у м. Тираспіль пройшов VI з'їзд Рад МАРСР.
На VI з'їзді Рад МАРСР ухвалено рішення відкрити до 1 травня 1935 року у Кам'янці санаторій «для селян» (відкрито санаторій імені П. Постишева 21 липня).
6 січня 1938 р. VII Надзвичайний з'їзд Рад Молдавії прийняв нову Конституцію Молдавської АРСР.
10 липня 1938 Президія ЦВК Молдавської АРСР постановила скликати 1-шу сесію ВР МАРСР 18 липня.
10 серпня 1939 скликана II сесія Верховної Ради МАРСР.
5 червня 1940 була скликана III сесія Верховної Ради МАРСР.

## Економіка
Економіка МАРСР мала в основному аграрний характер (головні галузі — виноградарство і виноробство, садівництво, вирощування городних культур, тютюну, кукурудзи, пшениці, жита, соняшнику). Територія МАРСР — степова рівнина з ухилом з північного заходу на південний схід. Ґрунт — чорноземний. Велика кількість ярів, що утрудняли обробку ґрунту. Переважаючий характер — сільськогосподарський, значно розвиток ряду трудомістких культур (виноградники і виноробство, сади, городи, тютюн); у рільництві значну роль грали кукурудза, пшениця і жито; росла посівна площа соняшнику. Посівна площа 1927 року — близько 500 т з га (довоєнний рівень). Переважала низька землезабезпеченість (близько 1 га на душу) за відсутності вільних земель. З промислових підприємств був бурякоцукровий завод, млини і ряд дрібних підприємств. Промисловість сільського населення — до 5 %. Дощі випадали головним чином взимку і в липні—серпні, весною дощів не було, і тому нерідкі були посухи.

## Транспорт
МАРСР перетиналася декількома залізничними лініями, що сполучають її з БРСР, УРСР і Бессарабією: на південному сході Київ — Одеса; на півночі Рибниця — Слобідка — Бірзула — Дніпропетровськ і на півдні Тирасполь — Роздільна. Шосейних доріг — 1600 км. Річки МАРСР, окрім Дністра, несудоходні.

## Населення

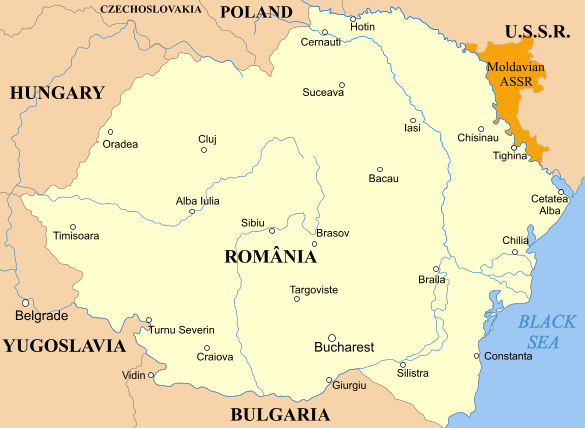
Румунське королівство і МАРСР

До моменту утворення Автономної Молдавської СРР на її території мешкало близько 400 000 осіб. Зі збільшенням території чисельність населення до кінця 1920-х років зросла до 572 300 осіб. За розрахунками радянських демографів, кількість населення республіки постійно росла, і до початку 1930-х в ній мешкало близько 615 500 осіб. Однак, дані цифри неточні, оскільки під час голоду 1932—1933 років багато хто з мешканців АМСРР загинули або емігрували за кордон. За даними перепису 1939 року, в Молдавській АРСР налічувалося 599 156 (601 686) осіб.
Чисельність міського населення становила 13 % (1929), а густота населення — 69 осіб на 1 км². Лише близько третини населення республіки становили молдавани, а при створенні автономії цифри про кількість молдовського населення були завищені (вважалося, що 58 % населення — молдавани). Зі збільшенням території МАССР чисельність молдаван у відношенні до представників інших народів зменшилася до 30 %. Згідно зі всесоюзним переписом населення 1926 року, в республіці мешкали представники 45 народів.
Найбільше в МАССР було українців — 48,5 %, друге місце за чисельністю посідали молдавани — 30,1 %; росіян в МАССР було лише 8,5 %. За даними перепису 1939, в республіці проживало 28,5 % молдаван, 50,7 % українців, 10,2 % росіян і 6,2 % євреїв. В автономії молдавани були розселені нерівномірно. Найбільше їх проживало на кордоні з Румунським королівством уздовж Дністра. У районах республіки, що межували з Українською СРР, переважали українці. У Тирасполі і Балті — столицях МАССР — молдавани взагалі становили лише близько 1,5 %. У роки існування автономії її покинула частина євреїв, які виїхали до УРСР та Криму.
Всього населення в 1929 році — 572,3 тис. осіб. Міське населення — 13 %. Густота — 69 осіб/км².
Національний склад:
| Народ     | Чисельність, 1926, (%) |
| --------- | ---------------------- |
| Українці  | 48,5 %                 |
| Молдовани | 30,1 %                 |
| Росіяни   | 8,5 %                  |
| Євреї     | 8,5 %                  |
| Інші      | 4,4 %                  |

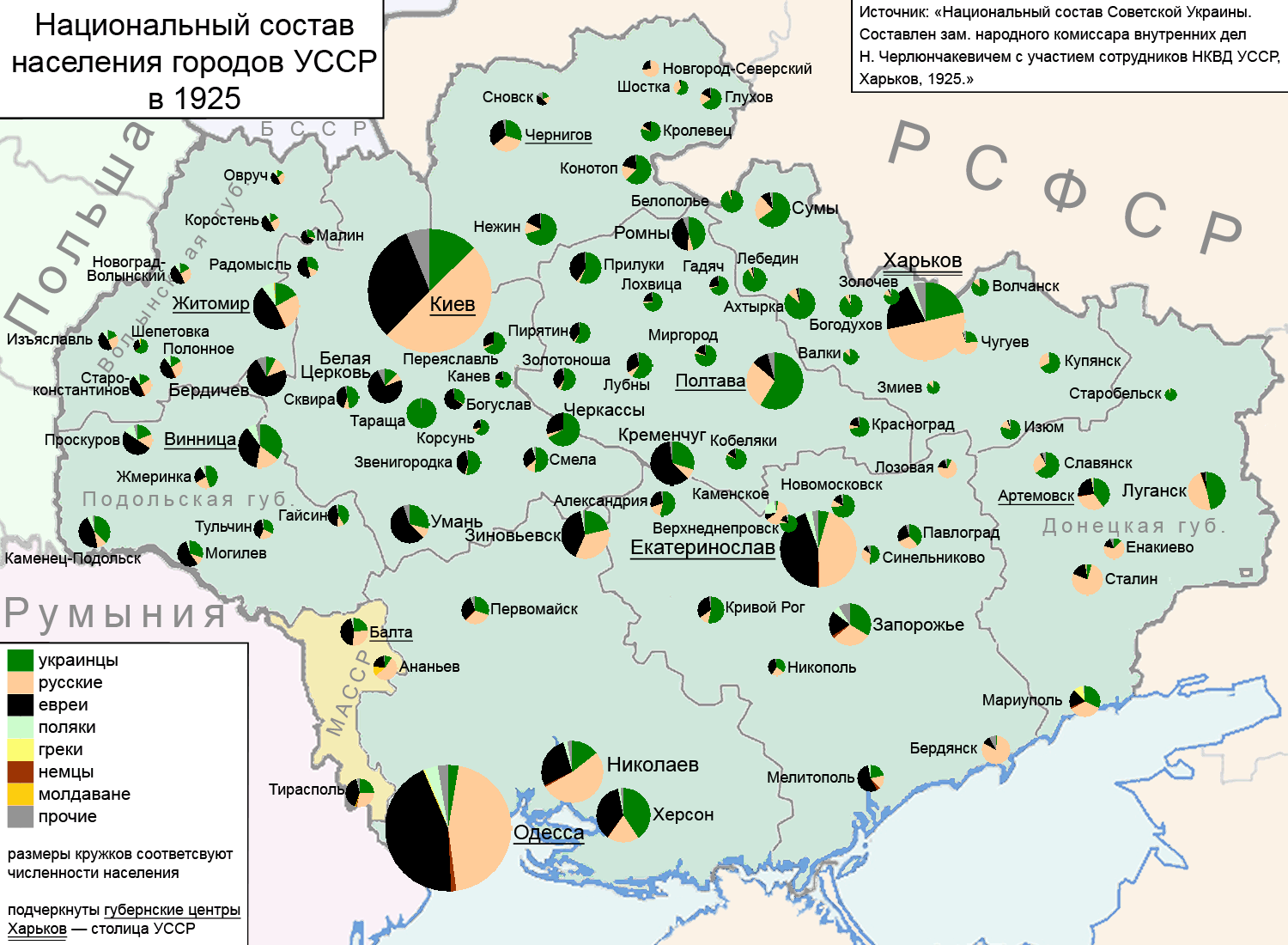
Національний склад населення міст

Національний склад населення районів та міст Молдавської АРСР за переписом 1926 р.
| №  | місто/район                 | населення | українці | %      | росіяни | %      | євреї | %      | німці | %      | молдовани | %      | болгари | %      | греки | %     | інші  | %     |
| -- | --------------------------- | --------- | -------- | ------ | ------- | ------ | ----- | ------ | ----- | ------ | --------- | ------ | ------- | ------ | ----- | ----- | ----- | ----- |
| 1  | Балта                       | 23 034    | 8 826    | 38,3 % | 4 182   | 18,2 % | 9 116 | 39,6 % | 22    | 0,1 %  | 369       | 1,6 %  | 28      | 0,1 %  | 9     | 0,0 % | 482   | 2,1 % |
| 2  | Балтський район             | 75 061    | 70 830   | 94,4 % | 316     | 0,4 %  | 1 246 | 1,7 %  | 17    | 0,0 %  | 1 895     | 2,5 %  | 4       | 0,0 %  |       |       | 753   | 1,0 % |
| 3  | Ананьївський район          | 62 289    | 32 224   | 51,7 % | 2 133   | 3,4 %  | 6 406 | 10,3 % | 122   | 0,2 %  | 21 005    | 33,7 % | 8       | 0,0 %  | 5     | 0,0 % | 386   | 0,6 % |
| 4  | Ананьїв                     | 18 230    | 9 227    | 50,6 % | 1 472   | 8,1 %  | 3 516 | 19,3 % | 27    | 0,1 %  | 3 808     | 20,9 % | 3       | 0,0 %  | 3     | 0,0 % | 174   | 1,0 % |
| 5  | Ананьївський район (села)   | 44 059    | 22 997   | 52,2 % | 661     | 1,5 %  | 2 890 | 6,6 %  | 95    | 0,2 %  | 17 197    | 39,0 % | 5       | 0,0 %  | 2     | 0,0 % | 212   | 0,5 % |
| 6  | Бірзульський район          | 57 823    | 30 717   | 53,1 % | 3 804   | 6,6 %  | 2 978 | 5,2 %  | 446   | 0,8 %  | 18 521    | 32,0 % | 19      | 0,0 %  | 6     | 0,0 % | 1 332 | 2,3 % |
| 7  | Бірзула                     | 10 007    | 5 654    | 56,5 % | 1 208   | 12,1 % | 2 507 | 25,1 % | 62    | 0,6 %  | 195       | 1,9 %  | 9       | 0,1 %  | 3     | 0,0 % | 369   | 3,7 % |
| 8  | Бірзульський район (села)   | 47 816    | 25 063   | 52,4 % | 2 596   | 5,4 %  | 471   | 1,0 %  | 384   | 0,8 %  | 18 326    | 38,3 % | 10      | 0,0 %  | 3     | 0,0 % | 963   | 2,0 % |
| 9  | Григоріопольський район     | 30 094    | 4 629    | 15,4 % | 3 851   | 12,8 % | 1 114 | 3,7 %  | 6 315 | 21,0 % | 13 744    | 45,7 % | 21      | 0,1 %  |       |       | 420   | 1,4 % |
| 10 | Дубосарський район          | 42 609    | 6 077    | 14,3 % | 2 867   | 6,7 %  | 4 612 | 10,8 % | 246   | 0,6 %  | 28 559    | 67,0 % | 16      | 0,0 %  | 2     | 0,0 % | 230   | 0,5 % |
| 11 | Кам'янський район           | 39 169    | 18 263   | 46,6 % | 424     | 1,1 %  | 4 172 | 10,7 % | 215   | 0,5 %  | 15 053    | 38,4 % | 4       | 0,0 %  |       |       | 1 038 | 2,7 % |
| 12 | Красноокнянський район      | 41 249    | 27 203   | 65,9 % | 2 161   | 5,2 %  | 2 718 | 6,6 %  | 2 118 | 5,1 %  | 6 472     | 15,7 % | 19      | 0,0 %  | 2     | 0,0 % | 556   | 1,3 % |
| 13 | Крутянський район           | 50 913    | 36 518   | 71,7 % | 402     | 0,8 %  | 4 601 | 9,0 %  | 118   | 0,2 %  | 8 592     | 16,9 % | 5       | 0,0 %  | 3     | 0,0 % | 674   | 1,3 % |
| 14 | Рибницький район            | 47 731    | 23 064   | 48,3 % | 1 809   | 3,8 %  | 4 422 | 9,3 %  | 28    | 0,1 %  | 17 023    | 35,7 % | 15      | 0,0 %  | 2     | 0,0 % | 1 368 | 2,9 % |
| 15 | Рибниця                     | 9 371     | 3 164    | 33,8 % | 445     | 4,7 %  | 3 568 | 38,1 % | 13    | 0,1 %  | 1 556     | 16,6 % | 8       | 0,1 %  | 2     | 0,0 % | 615   | 6,6 % |
| 16 | Рибницький район (села)     | 38 360    | 19 900   | 51,9 % | 1 364   | 3,6 %  | 854   | 2,2 %  | 15    | 0,0 %  | 15 467    | 40,3 % | 7       | 0,0 %  |       |       | 753   | 2,0 % |
| 17 | Слободзійський район        | 37 617    | 6 537    | 17,4 % | 5 714   | 15,2 % | 571   | 1,5 %  | 72    | 0,2 %  | 24 341    | 64,7 % | 25      | 0,1 %  | 6     | 0,0 % | 351   | 0,9 % |
| 18 | Тираспольський район        | 64 750    | 12 627   | 19,5 % | 21 205  | 32,7 % | 6 608 | 10,2 % | 1 020 | 1,6 %  | 16 845    | 26,0 % | 5 862   | 9,1 %  | 10    | 0,0 % | 573   | 0,9 % |
| 19 | Тирасполь                   | 21 741    | 2 584    | 11,9 % | 11 912  | 54,8 % | 6 398 | 29,4 % | 59    | 0,3 %  | 301       | 1,4 %  | 57      | 0,3 %  | 10    | 0,0 % | 420   | 1,9 % |
| 20 | Тираспольський район (села) | 43 009    | 10 043   | 23,4 % | 9 293   | 21,6 % | 210   | 0,5 %  | 961   | 2,2 %  | 16 544    | 38,5 % | 5 805   | 13,5 % |       |       | 153   | 0,4 % |

Чисельність в населених пунктах (1926):
- Валегуцулове — 15 266
- Гандрабури — 6369
- Глинне — 6250
- Григоріополь — 8876
- Кам'янка — 7022
- Кодима — 5329
- Липецьке — 7772
- Незавертайлівка — 6476
- Паркани — 6356
- Пасицели — 5152
- Піщана — 6686
- Плоске — 6879
- Рашків — 5292
- Слободзея-Молдавська — 5471
- Слободзея-Російська — 5945
- Чобручі — 6511

## Культура
У МАРСР здійснювалося книгодрукування і шкільне навчання молдовською мовою (з використанням кирилиці). Розвивалася молдовська література, видавалася газета «Плугарул рош» (Червоний орач).
У МАРСР народився відомий молдовський композитор Євген Доґа.

## Керівники Молдавської АРСР

### Партійна влада
Відповідальний секретар Молдавського обласного партійного бюро КП(б)У
- Бадєєв (Суслик) Йосип Ісакович (15.10.1924—21.12.1924)

Відповідальний секретар Молдавського обласного комітету КП(б)У
- Бадєєв (Суслик) Йосип Ісакович (21.12.1924—26.12.1928)
- Богопольський Хаїм Бенціонович (26.12.1928—25.03.1930)
- Ільїн (Бройтман) Ілля Мойсейович (23.05.1930—1931)
- Плачинда (Спорош) Іван Семенович (1931—1932)

Перший секретар Молдавського обласного комітету КП(б)У
- Сірко Іван Миколайович (3.07.1932—.06.1933)
- Булат Гурген Осипович (.06.1933—1935)
- Сідерський Зіновій Осипович (1935—1937)
- Тодрес-Селектор Володимир Захарович (1937—1937)
- Борисов Володимир Миколайович (1938—1939)
- Мельников Олексій Миколайович (1939—1939)
- Бородін Петро Григорович (1939—1940)

### Державна влада
Голова Центрального Виконавчого Комітету Молдавської АРСР 
- Старий (Борисов) Григорій Іванович (.04.1925—15.05.1926)
- Воронович Євстахій Павлович (15.05.1926—1937)
- Стрешний Георгій Єрмолайович (1937—1938)[60]

Голова Президії Верховної Ради Молдавської АРСР 
- Константинов Тихон Антонович (1938—1940)
- Бровко Федір Григорович (1940—1941)[61]

Голова Верховної Ради Молдавської АРСР 
- Кангаш Сава Сергійович (1938—1940)

### Виконавча влада
Голова Молдавського військово-революційного комітету
- Старий (Борисов) Григорій Іванович (29.10.1924—.04.1925)

Голова Ради Народних Комісарів Молдавської АРСР
- Строєв Олексій Іванович (.04.1925—15.05.1926)
- Старий (Борисов) Григорій Іванович (15.05.1926—1928)
- Дімітріу Сергій Васильович (1928—17.04.1932)
- Старий (Борисов) Григорій Іванович (17.04.1932—.05.1937)
- Стрешний Георгій Єрмолайович (1938—1940)
- Константинов Тихон Антонович (1940—1940)